# Maxime Piolot
 (juin 2009).
 (juin 2011).
Si vous disposez d'ouvrages ou d'articles de référence ou si vous connaissez des sites web de qualité traitant du thème abordé ici, merci de compléter l'article en donnant les références utiles à sa vérifiabilité et en les liant à la section « Notes et références ».
Maxime Piolot est un chanteur, poète, philosophe, auteur de nouvelles et de théâtre, metteur en scène, conteur, enseignant en expression orale, pédagogue, français né à Toulon en 1949 de parents bretons.

## Biographie
Maxime Piolot passe son enfance entre l'Afrique et la Bretagne. Il fait ses études au Prytanée militaire de La Flèche, à l'Université de Rennes et à la Sorbonne à Paris (Licence en lettres classiques).[réf. nécessaire]
Il joue au théâtre avec Tania Balachova, Lavelli, Peter Brook, Lee Strasberg, Jérôme Savary « Le Magic Circus ». Il écrit pour d'autres chanteurs tels que Paul Anka ou les Frères Jacques.[réf. nécessaire]
Lors du Premier Festival International de Poésie à Notre-Dame de Paris, il chante sans sonorisation grâce au seul écho de la cathédrale.[réf. nécessaire]
Il monte des spectacles avec des écoles, des entreprises et des chorales mais donne aussi des soirées de contes et de poésies qu'il accompagne de musique. Il donne des animations dans les lycées mais aussi dans des lieux variés : hôpital, prison, maison de retraite, village de vacances, usine, théâtre, église. Maxime Piolot est avec l'association culturelle Plair, l'organisateur du Printemps des Poètes en Iroise.[réf. nécessaire]

## Récompenses et accomplissements
Il a reçu le prix du public en 1976 au festival de Spa en Belgique. L'un de ses textes, Je donnerai ma voix, a été retenu à l'Université de Montpellier pour une épreuve écrite en histoire contemporaine en 1998 avec un texte du Général de Gaulle.[réf. nécessaire]
Une biographie du chanteur, sous forme d'abécédaire est parue en 2017 "Maxime Piolot, l'homme qui voulait faire chanter les pierres". Un très bel ouvrage illustré, enrichi de références personnelles, d'apports philosophiques, poétiques, et des extraits de chansons de Maxime Piolot. Par Emile Kerjean, également auteur d'un ouvrage sur Jean-Marie Le Clézio.

## Œuvres
- « La guerre du pain »[réf. nécessaire]
- « La métamorphose de l'eau »[réf. nécessaire]
- « Le rêve d'un enfant timide »[réf. nécessaire]
- « Jeanne d'Ham » : cette comédie musicale a été jouée au château de Ham, interprétée en Russie en août 1995, et reprise en 1998 sur le site de Bertheaume dans le Finistère.[réf. nécessaire]

### Littérature
- Histoires d'un instant, Brest: Éditions Or Cabon 2005.  (ISBN 2-915367-00-0)
- Les paroles s'envolent, mais elles vont quelque part, Brest: Éditions Or Cabon 2006.  (ISBN 2-915367-10-8)
- Même les loups fêtent Noël, Brest: Éd. Publitex, DL 2006.  (ISBN 2-9528409-0-3)
- Les chorales chantent Maxime Piolot, Éditions Or Cabon

### Discographie
- 1974 : Cinq jours de pluie
- 1979 : Un peu plus loin, un peu plus tard
- 1981 : Paroles et musique N° 23 (réédition vinyl en 1987, titré Notre ciel est changeant et sur CD en 1994, titré Molène - Gaël - Ouessant)
- 1983 : Tiens-toi compagnie
- 1985 : À travers la pierre
- 1988 : Le regard des gens
- 1990 : Ressemblances
- 1992 : Dis-moi quelque chose
- 1993 : Jeanne d'Ham
- 1995 : Breton quand même
- 1996 : Dihun
- 1998 : Du silence et des fêtes
- 2000 : Aimer, c'est agir (avec Triskell)
- 2001 : L'âme des iles
- 2002 : Le voyage commence à peine (avec Corinne Schorp)
- 2004 : Il ne pleut pas sur Brest (avec Corinne Schorp)
- 2006 : Un signe en passant
- 2008 : Les rendez-vous qu'il ne faut pas manquer
- 2009 : Le temps qui nous est donné
- 2010 : Fais confiance... mais attache ton chameau
- 2011 : Si tu es mon ami (L'homme qui venait d’Assise)
- 2012 : L'humanité a soif
- 2013 : Une vie...
- 2014 : Les fruits du silence...
- 2015 : Je voudrais te dire
- 2016 : J'ai besoin de toi
- 2017 : Exister
- 2018 : "J'aime vivre"

2019: "Des pas sur le sable"
2020: "Un autre regard"
2021: "On se retrouvera"
2022: "Un arbre m'a donné son ombre"

## Théâtre et Cinéma
- 1967 : Les Visions de Simone Machard de Bertolt Brecht, mise en scène Gabriel Garran,  Théâtre de la Commune
- 1968 : Les Diables au village, réalisé par Yves Bernadou, rôle de Romano
- 1970 : Noële aux quatre Vents, d'après le roman de Jacques Tournier, réalisé par Henri Colpi, rôle du médecin